# Tephrosia radicans
Tephrosia radicans är en ärtväxtart som beskrevs av John Gilbert Baker. Tephrosia radicans ingår i släktet Tephrosia och familjen ärtväxter. Inga underarter finns listade i Catalogue of Life.